# Левиці (Великопольське воєводство)
Левиці (пол. Lewice, нім. Lewitz) — село в Польщі, у гміні Мендзихуд Мендзиходського повіту Великопольського воєводства.
Населення — 214 осіб (2011).
У 1975-1998 роках село належало до Гожовського воєводства.

## Демографія
Демографічна структура станом на 31 березня 2011 року:
|          | Загалом | Допрацездатний вік | Працездатний вік | Постпрацездатний вік |
| -------- | ------- | ------------------ | ---------------- | -------------------- |
| Чоловіки | 115     | 28                 | 77               | 10                   |
| Жінки    | 99      | 17                 | 60               | 22                   |
| Разом    | 214     | 45                 | 137              | 32                   |